# 親中華民国派
親中華民国派（しん ちゅうか みんこく は）は、香港の政治的連合体である。一般的には、20世紀後半から中国国民党が統治していた台湾の中華民国に忠誠を誓っている。
親中華民国派は「右派」と呼ばれ、イギリス領香港の戦後最初の数十年の間、香港の二大政治勢力の一つであった。「左派」と呼ばれる香港の建制派と競合していた親中華民国派は、1971年の中華民国の国連離脱、香港の主権を中華人民共和国に譲ることを決めた1984年の英中共同声明の調印を境に、徐々に数を減らしていった。現在は、香港では民主派、台湾では中国国民党を中心とした泛藍連盟とおおむね一致している。
親中華民国派は、孫文の三民主義や中台関係の九二共識など、中国国民党の教義を忠実に踏襲している。台湾の独立に反対し、中華民国による中国統一と香港での普通選挙実施を支持している。親中華民国派の唯一の代表は民主陣線であり、麦業成主席と石景澄が元朗区議会で議席を占めていたが、いずれも2020年の香港国家安全維持法制定後に活動を停止している。

## 歴史

### 国共内戦前
中国国民党の支持基盤は中華民国の建国以前から存在しており、その創始者である孫文は19世紀後半にイギリス領香港で医学生として活躍し、香港で反清革命組織を立ち上げていた。中華民国の建国後も、香港の民国派は広東の民国派革命政府と緊密な連絡を取り合っていた。広東の支援を受けて、民国派と建制派は、1922年の香港海員大罷工と1925年の省港大罷工を開始した。1927年、民国派は地位を獲得し、中国国民党は1949年まで中国大陸の公式政府となった。

### 国共内戦後初期
第二次国共内戦では、中国共産党によって故郷を追われた中国国民党派の難民や元兵士が香港に流入し、最初に鶏籠湾の難民センターに定住した。長年の亡命と貧困の後、彼らの多くは中国共産党派への復讐心と恨みを抱いていた。1956年に民国派と建制派の挑発からエスカレートした双十暴動では、中国国民党派の三合会が重要な役割を果たした。民国派と建制派の間で挑発が激化し、政府高官が李鄭屋邨の敷地内から中華民国の国旗を撤去するように命じたため、暴動が発生した。暴動が収まった後、香港政庁は民国派をより離れた場所に移動させることを決定した。これがもっとも象徴的な民国派の居住区である調景嶺となり、香港における民国派の飛び地となったが、1990年代の香港返還の前夜に將軍澳新市鎮に再開発された。

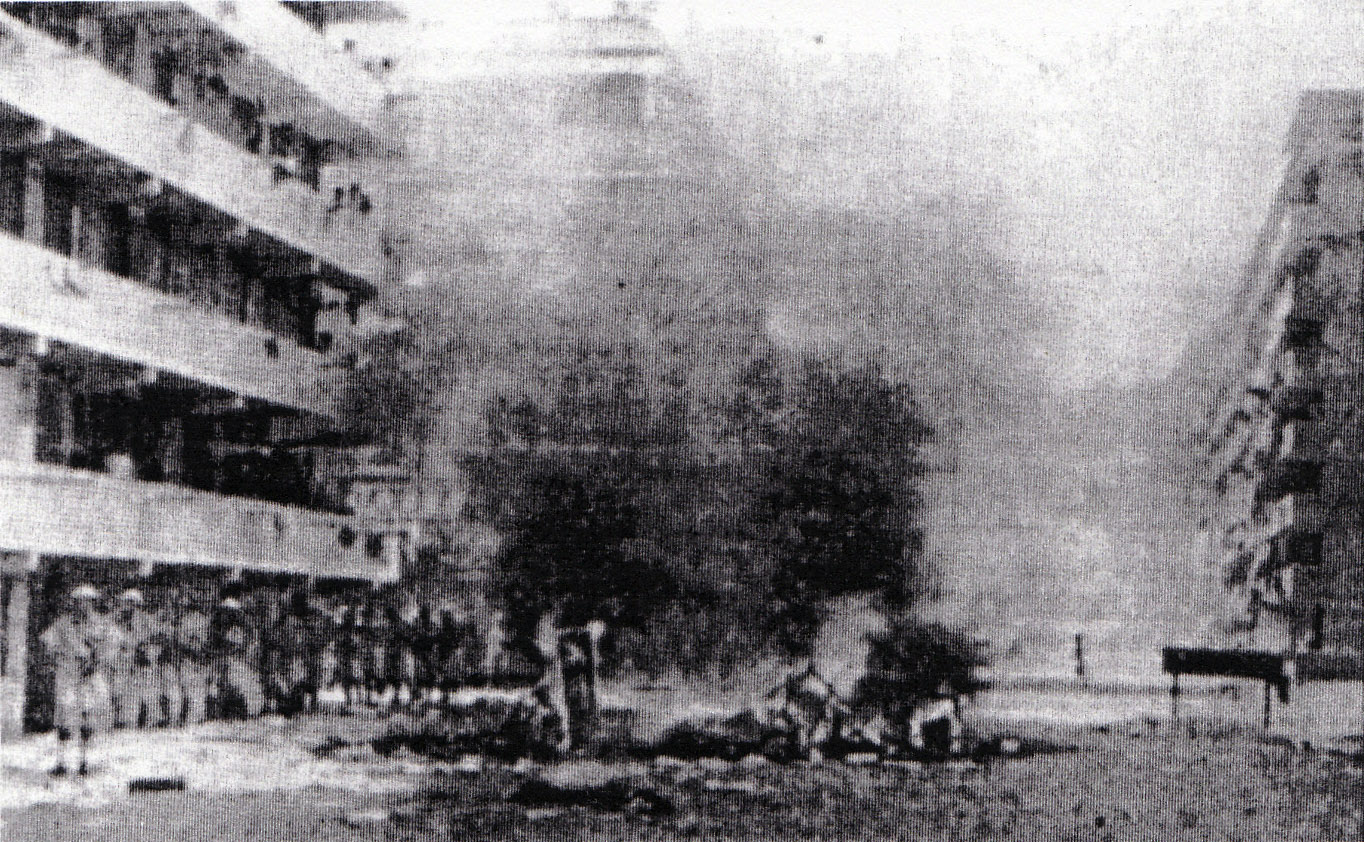
1956年の双十暴動は、民国派の三合会によって始まった。

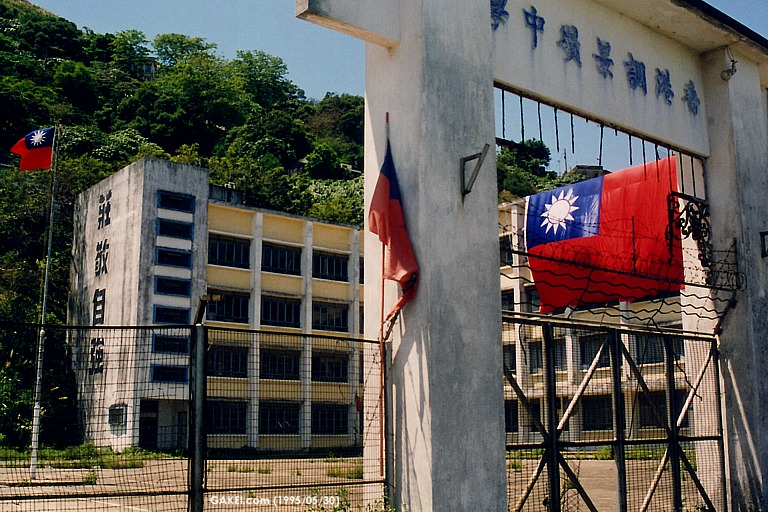
中華民国の国旗を掲げた1995年当時の香港調景嶺中学（現在の景嶺書院）。

また、中国国民党は僑務委員会を通じて香港徳明学院や珠海学院といった香港の教育機関にも補助金を出していた。香港の香港政庁は珠海学院を認定しなかったため、代わりに中華民国教育部に登録され、台湾の教育機関として扱われた。
一部の香港紙は中華民国国軍への入隊を宣伝し、1958年には多くの香港人が入隊して金門島を防衛した。そのうちの一部は香港に戻り、中華民国退役軍人協会に加入し、毎年の中華民国国慶日には青山紅楼に集まった。
香港の政治シーンは、戦後の香港の最初の数十年間で民国派と建制派に分かれ、両陣営は労働組合、学校、メディア、映画会社など様々な分野を支配していた。最大の民国派労働組合は、1948年に設立された港九工団連合総会であり、建制派の香港工会連合会とは対立関係にあった。民国派勢力は、1949年に反共主義的な立場で設立され、中国国民党の機関紙とみなされていた香港タイムスも所有していた。当時の多くの主要新聞もまた、『Kung Sheung Daily News』、『Wah Kiu Yat Pao』、1980～90年代まで民国紀元を使用していた『星島日報』などのように、一般的に民国派であった。

### 長い衰退

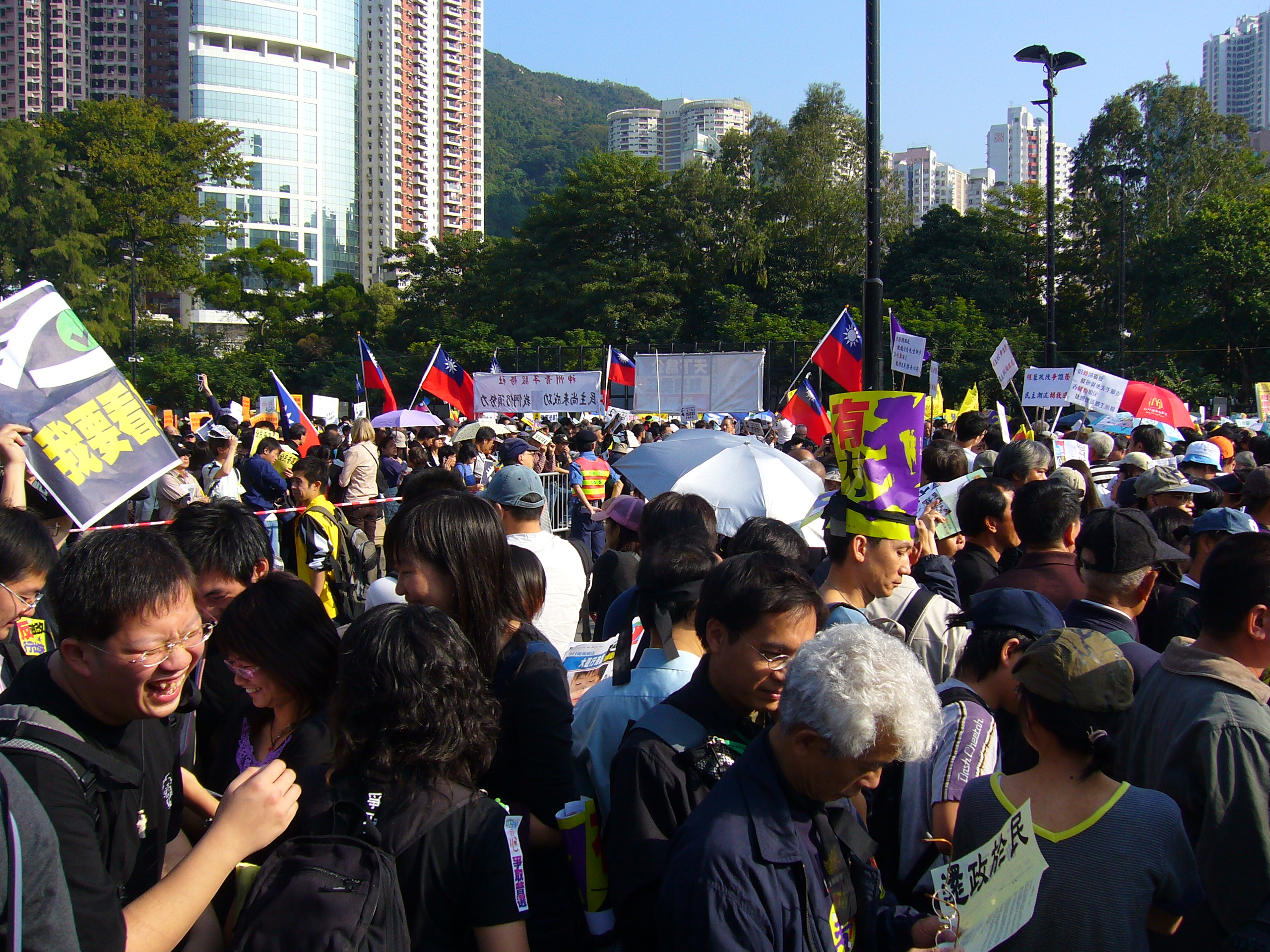
2005年12月香港民主化抗議デモの際に中華民国の国旗を手にした親華派の支持者たち。

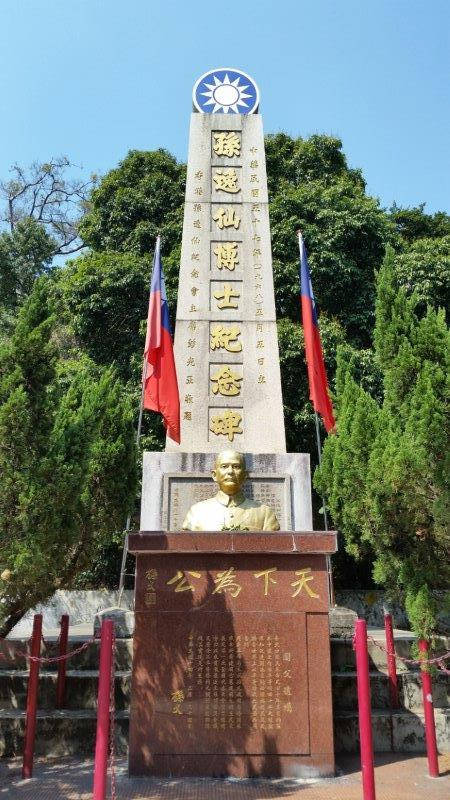
香港の屯門にある中山公園のオベリスク

中華民国の国際連合離脱後、中華民国政府は華僑社会での大きな威信を失った。民国派勢力も衰退した。1984年に香港の主権を中華人民共和国に移譲することを決めた英中共同声明が調印されたことも、民国派の数を減少させる結果となった。1990年代には、『香港タイムス』と『香港ユナイテッド・デイリー』の2つの民国派新聞が廃刊した。右寄りの『星島日報』も、政治的な変容を経て、右派紙として分類されなくなった。
1980年代に香港政庁が間接民主主義を導入したため、民国派も選挙に参加しようとしたが、効果的な選挙運動はほとんどできなかった。1985年には、港九工団連合総会代表の彭震海が香港工会連合会代表の譚耀宗とともに労工界功能界別で議席を獲得し、香港で初めて選出された香港特別行政区立法会の議席を獲得した。彭震海は立法院の民主派として、1995年に辞任するまで3期務めた。
1994年、民国派は政党として一二三民主連盟を設立し、1995年の第一回立法局総選挙に出馬した。一二三民主連盟の代表である任善寧は、香港返還前の前日に行われた最後の植民地時代の立法局での区議会を構成する選挙委員会功能界別で議席を獲得した。
1997年以降、民国派は民主派内の小派閥となっている。麦業成率いる民主陣線は2003年に設立され、2003年香港区議会選挙で民主派の陳偉業と協力した他、2011年から2012年にかけては、急進的な民主主義政党である人民力量と一時的に連携していた。その他、現在活発に活動している民国派の政治団体には、神州青年服務社が存在した。

## 活動停止
2020年6月30日、香港国家安全維持法が制定・施行され、「中央政府の権力・権限を揺るがす行い」が犯罪行為となった。これ以降、中華民国の国旗の掲揚や中華民国国慶日（双十節）を祝う行為等、中華民国を支持する行為が一切の規制を受けており、民国派は2021年移行主だった活動を停止している。

## 政党
- 民主陣線（英語版、中国語版）は、麦業成（英語版、中国語版）が主席を務める小政党。2020年に元朗区議会（英語版、中国語版）で2議席を獲得したが、2021年7月12日に解散し、議員も翌日に辞職した。
- 港九工団連合総会（英語版、中国語版）は、羅大智が主席を務める香港で3番目に大きな労働組合である。以前は1985年から1995年まで、労工界功能界別（英語版、中国語版）で2議席のうち1議席を占めていた。

## 特筆すべきかつての親中華民国派

### 現存する団体
- 中国文化協会（中国語版）
- 自由総会（中国語版）
- 新界南海同郷会（中国語版）
- 香港崇正総会（中国語版）
- 星島日報（1997年の香港返還後、建制派に切り替わった）

### 解散または活動を停止している団体
- 神州青年服務社（中国語版）（解散）
- 一二三民主連盟（英語版、中国語版）（解散）
- 蒋公中正崇徳協会（中国語版）（活動停止）
- 港澳中山文教研究総会（中国国民党香港マカオ総支部）